# Несрећа невиних
Несрећа невиних (Ordeal by Innocence) (издат 1958) је детективски роман који је написала Агата Кристи, који су критичари хвалили као њен најбољи рад, а то је такође и роман за који је изјавила да јој је најдражи заједно са романом Зла кућа. Роман је први пут објављен у Великој Британији од стране издавачке куће "Collins Crime Club" 3. новембра 1958. и у САД-у од стране издавачке куће "Dodd, Mead and Company" следеће године. Британско издање се продавало по цени од дванаест шилинга и шест пенија, а америчко по цени од 2,95 долара.
Кључни сведок није свестан своје улоге као такве све до две године пошто је човек проглашен кривим за убиство. Када је схватио податке које поседује, он поново отвара бол губитка у породици и поново отвара питање ко је био убица претпрошле године.
Овај роман је добио помешане критике у време објављивања пошто рецензенти углавном нису били задовољни психолошким аспектима приче. Радња је имала своју „уобичајену генијалност“, али јој је недостајала „смешност“ и била је „превише налик покушају психолошке фикције“. Саосећања је изазвано за превише ликова, „али расплет је здрав и прича добро испричана“. Други је рекао да има домишљатости и доброг краја, али радњи „недостаје централна жижа“ и изгледа да „озбиљан друштвено-психолошки приступ не одговара“ Кристином писању. Каснија рецензија га је сматрала једним од бољих Кристиних романа 1950-их и приметила да га је ауторка понекад називала својим омиљеним.

## Радња
Геолог Артур Калгари појављује се у дому Аргајлових "Сунчани врх" две године пошто је Рејчел Аргајл, супруга и мајка петоро усвојене деце, претучена на смрт. Њен син Џеко је суђен и затворен, а преминуо је после 6 месеци затвора. Калгари објашњава да је Џеко невин за убиство јер је његово покриће било истинито. Калгари је човек који је одвезао Џека до града и разговарао са њим када се знало да се убиство догодило. Калгари је збуњен реаговањем породице на његове вести. Било је тешко суочити се с тим што се није појавио у време суђења, али нико није задовољан његовим настојањем да оствари правду. Брат Мики Аргајл одмах схвата да међу њима још увек постоји убица и посећује Калгарија у његовој хотелској соби да му то каже. Како нова полицијска истрага тече, они заузврат сумњају на Џековог оца Леа, брата Микија, сестре Мери, Тину и Хестер, тајницу његовог оца Гвенду и дугогодишња кућну помоћницу Кирстен. Калгари посећује браниоца који му даје више појединости о догађају и неке увиде у породицу и положај у који их вест ставља. Калгари сматра да сада мора да помогне породици у новом стању.
Др. Калгари није знао за суђење јер га је ударио камион у року од неколико сати пошто је упознао Џека, а потрес мозга блокирао је његово недавно сећање. Напустио је земљу у дугој поларној експедицији када је полиција тражила возача кола. Џекова слика га је подсетила на повратак у Енглеску. Он се присетио разговора са Џеком. Калгари осећа своју дужност према правди да се јави касно, а полиција прихвата његове разлоге зашто се није појавио раније.
Калгари затим посећује месног лекара у пензији др. Мекмастера да га пита за Џека. Мекмастер је био изненађен када је Џеко осуђен за убиство Рејчел, а не зато што је убиство било изван Џековог „скрупулозног домета“. Он види Џека као једног превише кукавичког да убије другог. Уместо тога, он би усмеравао саучесника. Калгари разговара са Морин која открива Џекове убедљиве начине са старијим женама: покретање афера, а затим узимање новца од њих. Хестер посећује Калгарија у Лондону јер не може да издржи напетост код куће. Свако се враћа у "Сунчани врх". Калгари се састаје са једном старијом женом која је пала на Џекове похвале и дала му новац. Полиција прикупља нове податке од чланова породице док трага за убицом. Мики планира да се састане са Тином да сазна шта је урадила у ноћи убиства и да јој исприча свој нови посао ван Енглеске. Мери Аргајл и њен супруг Филип Дарант бораве у "Сунчаном врху" током овог периода узнемирености. Филип покушава да пронађе кривца међу њима и његови напори подстичу убицу да поново нападне.
На Филипов захтев, Тина долази у "Сунчани врх". Кад је стигла до његове собе, Кирстен је била на вратима са послужавником и виделе су да је Филип мртав за својим столом. Тина одлази па се срушила напољу, а Мики је видео кад је пала па ју је унео унутра. Долази доктор Крејг и каже да је Тина убодена у леђа и да мора да иде у болницу.
Хестер говори Калгарију о Филипу и Тини. Калгари одлази до надзорника Хјуиша који понавља речи које је Тина изговорила у болници да је шоља, Филипова шоља, била празна што значи да је Кирстен излазила, а не улазила у собу. У "Сунчаном врху", Калгари открива свима у библиотеци да је убица кућна помоћница Кирстен. Џеко је убедио обичну Кирстен да је заљубљен у њу и наговорио ју је да убије госпођу Аргајл да би украо новац који жели, новац који му мајка није дала. Кирстен сазнаје да је Џеко био тајно ожењен када је упознала његову жену дан након убиства. Кирстен схвата каква је будала била и види зло у Џеку.
Када је оптужена, Кирстен бежи из "Сунчаног врха". Породица очекује да ће је полиција ухватити. Док Мери оплакује свог вољеног мужа, њена сестра Хестер исповеда љубав према Артуру Калгарију. Она сумња да ће се Тина и Мики окупити када се Тина опорави. Лео се осећа слободним да се поново ожени.

## Ликови
- Артур Калгари: геофизичар који је превезао Џека Аргајла две године раније, а затим је био ван земље када је Аргајлу суђено за убиство. Дакле, Калгари није могао да сведочи што би поткрепило Аргајлову изјаву. Дао је изјаву када се вратио у Енглеску и сазнао шта се догодило.
- Лео Аргајл: Рејчелин муж. Он је богат човек са занимањем за истраживање повести привреде и мирне личности.
- Рејчел Аргајл: Леова жена и мајка петоро усвојене деце. Имала је снажан нагон за мајчинство, а такође је била активна у добротворном раду. Наследила је богатство од својих родитеља које је уложила у повереништво за своју децу. Убијена је око две године пре отварања романа.
- Мери Дарант (раније Мери Аргајл): најстарије дете Леа и Рејчел, око 27 година, и прво дете које су усвојили док су били у Њујорку пре Другог светског рата.
- Филип Дарант: Маријин муж. Служио је као пилот у рату када се оженио Мери. Отприлике две године пре отварања романа оболео је од дечије парализе и одузете су му ноге.
- Мајкл "Мики" Аргајл: усвојени син Леа и Рејчел. Љут је што га његова рођена мајка није узела из "Сунчаног врха" након завршетка рата. Ради као продавац кола у оближњем граду.
- Џеко Аргајл: усвојени син Леа и Рејчел. Преминуо је у затвору од упале плућа осуђен за убиство мајке. Био је и забавна особа и особа жестоког беса, а већ је имао полицијски досије.
- Хестер Аргајл: усвојена ћерка Леа и Рејчел. Она има око 20 година и пред изазовом је да пронађе своје место у свету. Она показује своја јака осећања.
- Кристина "Тина" Аргајл: усвојена ћерка Леа и Рејчел. Дошла је код њих са 3 године и не сећа се других родитеља. Она ради у библиотеци у оближњем граду и тамо има своје место. Мешанке је и мирне личности.
- Кирстен Линдстром: медицинска сестра и масерка из Шведске која се придружила домаћинству Аргајл током рата када је Рејчел отворила њихов дом као место за децу узраста од 2 до 7 година безбедно од бомбардовања из Другог светског рата. Она је остала као домаћица.
- Гвенда Вон: секретарица Леа Аргајла за његово истраживање у касним 30-им. Живи у свом месту, пешачкој удаљености од "Сунчаног врха". Она и Лео су се спремали да објаве веридбу пре отварања романа.
- Надзорник Хјуиш: полицајац који је водио прву истрагу и позван је да спроведе другу због нових података.
- Др. Мекмастер: месни лекар у пензији који је видео децу у вили "Сунчани врх" и формирао ставове о петоро деце коју су усвојили Аргајлови.
- Господин Ендру Маршал: заступник породице Аргајл и Џека на суђењу.
- Доналд Крег: млади лекар у граду који се забавља са Хестер Аргајл. Он је воли, али не верује у њу.
- Морин Клег: удовица Џека Аргајла. Чувао ју је у тајности од своје породице све док се није појавила у "Сунчаном врху" дан након убиства. Она ради продајући грицкалице у биоскопу. Убрзо пошто је Џеко умро, удала се за електричара Џоа Клега.
- Неименована средовечна жена: са њом је разговарао Артур Калгари. Заљубила се у Џека и испричала је како ју је преварио љубављу, а у ствари је намеравао да јој узме новац.

## Књижевни значај и пријем
Филип Џон Стед је завршио своју рецензију за часопису Књижевни додатак Времена 12. децембра 1958. речима: „Решење Несреће невиних сигурно није испод нивоа уобичајене генијалности госпође Кристи, али књизи недостају други квалитети које су њени читаоци очекивали. Шта се десило са ведрим, окрепљујућим добрим духом са којим се игра откривања у толиким њеним причама? Несрећа невиних исклизнула је из те веселе арене у нешто превише налик покушају психолошке фикције. Превише је то део разговора и превише људи прича – људи за које је тешко заинтересовати неопходну количину јер нема довољно простора за њихово успостављање. Врста израде која је раскошна у овој причи није врста у којој се ауторка истиче и читалац осећа да се ни госпођица Марпл ни Поаро не би уопште сложили око целе ствари.“
Сара Расел из часописа Чувар дала је кратку рецензију романа у издању 9. децембра 1958. када је рекла: „У овом решавању двогодишњег породичног убиства изазвано је саосећање што је неуобичајено за госпођицу Кристи да превише људи напусти довољно осумњичених, али расплет је добар и прича добро испричана."
Морис Ричардсон је за овај роман рекао да је "ветеран Норн климнуо главом преко овог романа. Има домишљатости, наравно, али јој недостаје средишња жижа. Ликови су упорни и мало је тог тако читљивог, готово хрскавог дијалога попут истопљеног шећера." Он је закључио: "Озбиљан друштвено-психолошки приступ некако не одговара Агати Кристи. Тек на крају са великим изненађењем осећате се као код куће и суво."
Роберт Барнард је овај роман сматрао „једним од најбољих Кристиних из педесетих година и једним од њених омиљених (иако је у различито време именовала различите наслове). Образац романа Пет прасића о убиству из прошлости и осуђеном убици који је умро у затвору невин." Његова процена је била да је то "Кратко за откривање, али прилично густо у друштвеном посматрању. Разумевање у опхођењу према усвојеној деци, али не сасвим тактично по питању боје: 'Тина је увек тамна...Можда половина ње није бела.'“

## Прилагођавања

### Филм
Истоимени филм снимљен је 1985. у режији Дезмонда Дејвиса. У њему су глумили Доналд Сатерленд као Артур Калгари, Сара Мајлс као Мери Дарант, Кристофер Пламер као Лео Аргајл, Ијан Мекшејн као Филип Дарант, Дајана Квик као Гвенда Вон и Феј Данавеј као Рејчел Аргајл.
Музичка партитура филма Дејва Брубека критикована је као неприкладна због стила загонетке. Брубек је преузео дужност од Пина Донађа који је већ компоновао многе комаде за пројекат, али је био превише заузет да би радио на пројекту када су разне филмске монтаже требале поново да се раде. Његова изворна партитура имала је усковитлане жице, бујне мелодије и пасусе пуне напетости.
Филм је екранизован верно роману.

### Телевизија
Роман је екранизован као епизода треће сезоне ИТВ-ове телевизијске серије Марпл у којој је Џералдин Мекјуан тумачила госпођицу Марпл 2007. године, иако лик није био у роману. У епизоди су играли и Денис Лосон као Лео, Стефани Леонидас као Хестер, Лиса Стенсфилд као Мери и Џејн Симур као Рејчел. Ова варијанта је направила приметне разлике у односу на роман као што је Џеко (Берн Горман) погубљен вешањем уместо да умре у затвору од упале плућа.
Гвенда Вон (Џулијет Стивенсон) је заузела место Филипа Даранта (Ричард Армитејџ) као члан домаћинства кога је убила Кирстен (Алисон Стедмен) јер се превише приближила истини. Потпуно је изостављен Кирстенин покушај да ућутка Тину (Гугу Мбата-Рав) и Микија (Брајан Дик) убодом Тине. Ту је и још једно усвојено дете, Боби (Том Рајли), Џеков брат близанац који је извршио самоубиство након финансијске пропасти. Кирстен је приказана како је ухапшена на крају за разлику од романа у којем њено хапшење није јасно укључено у стварни текст.
Роман је екранизован као друга епизода француске телевизијске серије Мала убиства Агате Кристи која је емитована 2009.
ББЦ Један је 2018. емитовао серију од три епизоде засновану на роману Несрећа невиних. Снимљена је у Инверкипу у Шкотској, а главне улоге тумаче Бил Нај као Лео Аргајл, Лук Тредавеј као Артур Калгари, Ана Ченселар као Рејчел Аргајл, Ела Парнел као Хестер Аргајл, Елинор Томлинсон као Мери Дарант, Кристал Кларк као Тина Аргајл, Морвен Кристи као Кирстен Линдстром, Метју Гуд као Филип Дарант, Алис Ив као Гвенда Вон и Ентони Бојл као Џек Аргајл. Сценарио је написала Сара Фелпс која је за ББЦ екранизовала и минисерије И не оста ни један и Сведок оптужбе. Први пут заказан за емитовање 2017. године, серија је одложена због сексуалних оптужби против глумца Еда Вествика који је првобитно добио улогу Микија Аргајла што је довело до тога да су Вествикове сцене поново снимљене са Кристијаном Куком као Микијем.
Серија има много разлика у односу на роман, а међу њима је и крај у ком је откривено да је убица Лео, а не Кирстен. Поред тога, Џек је приказан као да није умешан у Рејчелино убиство и да је рођени син Леа и Кирстен што је довело до тога да га је Лео претукао на смрт у затвору када је запретио да ће открити своје праве родитеље. Серија такође приказује Калгарија као бившег психијатријског болесника што је изазвало сумње у његово сведочење о Џековом покрићу.

### Представа
Роман је такође прилагодила у позоришну представу Мери Џејн Хансен коју је по први пут извео Њујоршко државно позоришнте у Троји у Њујорку. Првобитно извођење трајало је од 4. до 17. фебруара 2007. и имало је 14 представа.

### Стрип
Роман Несрећа невиних је објавила издавачка кућа "HarperCollins" као прилагођавање графичког романа 1. јула 2008. године, а илустрације је радио „Chandre“ ( 0-00-727531-5). Ово је преведено из издања које је први пут објавила у Француској издавачка кућа "Emmanuel Proust éditions" 2006. године под називом Непожељни сведок.

### Радио
ББЦ је продуцирао радио драму Џој Вилкинсон. У главној постави били су Марк Амберс у улози Артура Калгарија и Жаклин Деферари као Гвенда. Драма је први пут емитована на ББЦ Радију 4 током три недеље почевши од 17. марта 2014.